# RFA Sir Tristram (L3505)
El RFA Sir Tristam (L3505) es un buque logístico desembarco clase Round Table perteneciente a la Real Flota Auxiliar del Reino Unido. Siendo incorporado en 1967, participó en la guerra de las Malvinas en 1982.

## Construcción y características
El Sir Bedivere fue construido por Hawthorn Leslie en el río Tyne. Las obras iniciaron en febrero de 1966 y la botadura se realizó el 12 de diciembre de 1966. El buque entró en servicio en la Marina Real británica el 14 de diciembre de 1967.
Desplazaba 3270 t con carga ligera y 5674 t a plena carga. Tenía 125,1 m de eslora, 19,6 m de manga y 4,3 m de calado. Era propulsado por dos motores de 9400 bhp de potencia. Su velocidad máxima era de 17 nudos, pudiendo recorrer 8000 millas a 15 nudos.
Su tripulación era de 68 efectivos y tenía capacidad para transportar 340 tropas.

## Servicio

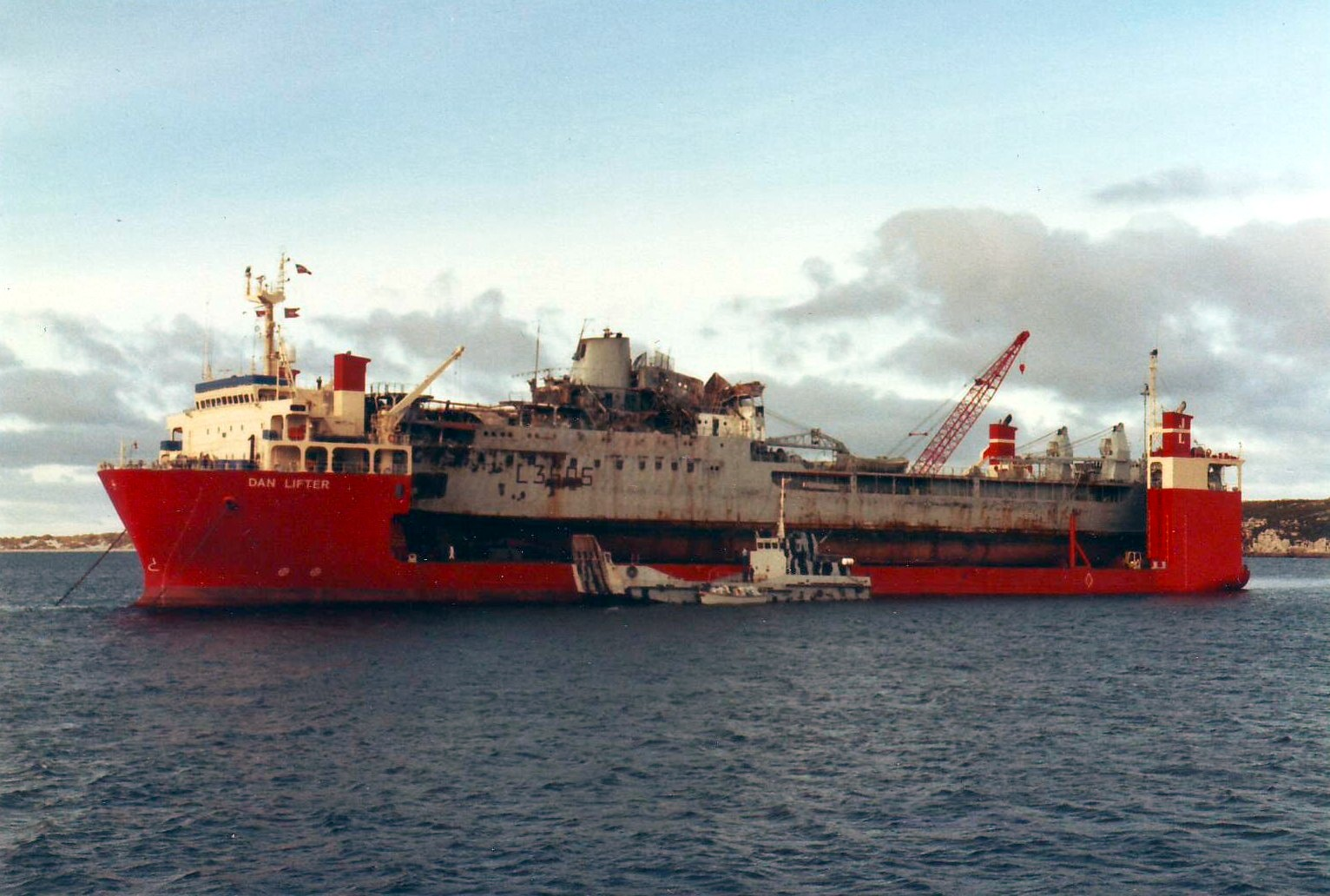
El Sir Tristam es transportado de regreso a Gran Bretaña

En enero de 1972, el RFA Sir Tristram participó de una fuerza de tareas anti-invasión en Honduras Británica, junto con sus buques gemelos RFA Sir Bedivere y RFA Sir Geraint. Más tarde en 1977, el RFA Sir Tristram fue utilizado como buque hospedaje durante la revista por el Jubileo de Plata de la Reina en Spithead, en el Solent.
Este buque participó a partir de abril de 1982 en la guerra de las Malvinas. Sufrió la misma suerte que el Sir Galahad, al ser atacado por aviones A-4B Skyhawk del Grupo 5 de Caza de la Fuerza Aérea Argentina cuando se hallaba próximo a desembarcar pertrechos de guerra en Fitzroy, muriendo dos tripulantes. Posteriormente se produjo su hundimiento.
Después de la guerra fue reflotado y llevado a Puerto Argentino, donde se usó como alojamiento hasta 1984. El buque retornó al Reino Unido a bordo de un buque de transporte de cargas pesadas, y allí fue extensamente reconstruido.
El Tristram volvió al servicio activo en 1985, sirviendo en la guerra del Golfo, y el conflicto balcánico de los años 1990. También intervino tras el desastre del Huracán Mitch en América Central. En 2000 fue enviado a Sierra Leona, siguiendo en crucero al Mar Báltico en soporte de MCMVs. En 2001, el barco retornó a Sierra Leona para reemplazar al Sir Percivale como soporte de fuerzas británicas. En 2003 participó en la invasión a Irak.
Fue finalmente fue dado de baja el 17 de diciembre de 2005, aunque se mantiene en labores de entrenamiento. Tras unas modificaciones realizadas para el nuevo cometido, estuvo listo para ser utilizado en 2007.